# Simpsonita
La simpsonita és un mineral de la classe dels òxids. Rep el seu nom en honor d'Edward Sydney Simpson (1875 - 1939), mineralogista i químic del Servei Geològic d'Austràlia Occidental.

## Característiques
La simpsonita és un òxid de fórmula química Al₄Ta₃O13OH. Cristal·litza en el sistema trigonal en forma de cristalls que poden anar d'euèdrics a subèdrics, de forma tabular o prismàtica curta, amb {1010} i {0001} (i rarament algunes altres formes) estriades paral·lelament a [0001], de fins a 2,4 cm; comunament en grups subparal·lels. La seva duresa a l'escala de Mohs és de 7 a 7,5.
Segons la classificació de Nickel-Strunz, la simpsonita pertany a «04.D - Òxids amb proporció metall:oxigen = 1:2 i similars, amb cations de mida mitjana i plans que comparteixen els costats dels octàedres» juntament amb la bahianita.

## Formació i jaciments
La simpsonita és un mineral accessori poc comú que apareix en algunes pegmatites granítiques riques en tàntal. Va ser descoberta a la pegmatita Tabba Tabba, a Port Hedland Shire (Austràlia Occidental, Austràlia). També ha estat descrita a altres indrets d'Austràlia Occidental, al Brasil, al Canadà, a la República Democràtica del Congo, al Kazakhstan, a Rússia i a Zimbabwe.
Sol trobar-se associada amb altres minerals com: tantalita, manganotantalita, microlita, tapiolita, beril, espodumena, montebrasita, pol·lucita, petalita, eucriptita, turmalina, moscovita i quars.